# Hypsirhynchus ferox
Espèce
Hypsirhynchus ferox  est une espèce de serpents de la famille des Dipsadidae.

## Répartition
Cette espèce est endémique d'Hispaniola. Elle se rencontre aussi sur l'île de La Gonâve et l'île Saona.

## Sous-espèces
Selon The Reptile Database (3 septembre 2013) :
- Hypsirhynchus ferox exedrus Schwartz, 1971 - île Saona
- Hypsirhynchus ferox ferox Günther, 1858
- Hypsirhynchus ferox paracrousis Schwartz, 1971 - île de La Gonâve

## Publications originales
- Günther, 1858 : Catalogue of Colubrine Snakes in the Collection of the British Museum, London, p. 1-281 (texte intégral).
- Schwartz, 1971 : A systematic account of the Hispaniolan snake genus Hypsirhynchus. Studies on the fauna of Curaçao and other Caribbean islands, vol. 35, p. 63-94.